# Kosi (Chorwacja)
Kosi – wieś w Chorwacji, w żupanii primorsko-gorskiej, w gminie Viškovo. W 2011 roku liczyła 808 mieszkańców.